# Boreomysis incisa
Boreomysis incisa är en kräftdjursart som beskrevs av Nouvel 1942. Boreomysis incisa ingår i släktet Boreomysis och familjen Mysidae. Inga underarter finns listade i Catalogue of Life.